# Flaco Jiménez
Leonardo Jiménez, detto Flaco (San Antonio, 11 marzo 1939 – San Antonio, 31 luglio 2025), è stato un fisarmonicista statunitense di musica Tejano.

## Biografia
Suo padre, Santiago Jiménez Sr., fu un pioniere e un grande interprete della musica conjunto. Flaco cominciò a suonare con suo padre a sette anni e a quindici registrò il suo primo disco con il gruppo "Los Caporales". Diede concerti in Texas per diversi anni e negli anni Sessanta iniziò a collaborare con Doug Sahm, fondatore del gruppo Sir Douglas Quintet.
Negli anni Settanta si trasferì a New York e registrò dischi con molti musicisti famosi, tra cui Dr. John, David Lindley, Santana, Peter Rowan, Ry Cooder, Bob Dylan e i Rolling Stones (nell'album Voodoo Lounge). Dopo aver fatto una tournée in Europa con Ry Cooder formò con Peter Rowan e Wally Drogos il gruppo di musica tejano "The Free Mexican Airforce".
Nel 1986 Flaco Jiménez vinse un Grammy Award per il pezzo Ay Te Dejo en San Antonio, composto da suo padre. Fece parte del gruppo "Texas Tornados" con Augie Meyers, Doug Sahm e Freddy Fender. I Texas Tornados vinsero un Grammy Award nel 1990 e Flaco vinse un altro Grammy Award nel 1996 per l'album Flaco Jiménez, premiato come miglior disco della musica Tex-Mex.
Nel 1999 vinse un Grammy Award per l'album Said and Done (Barb Wire Records) e uno con il gruppo "Los Super Seven" per la migliore esecuzione di musica Tex-Mex. La rivista Billboard Latin Magazine gli assegnò il premio "Lifetime Achievement Award" per il brano Streets of Bakersfield, assieme a Dwight Yoakam e Buck Owens.
Jiménez fece parte del cast del film Picking up the Pieces, con Woody Allen e Sharon Stone. Compose la colonna sonora di questo film e di molti altri, tra cui Y tu mamá también, Frontiera, Tin Cup e Striptease.
La società Hohner si avvalse della sua consulenza per creare le fisarmoniche "Flaco Jimenez Signature Series".
Compare in alcuni brani dell'armonicista italiano Fabrizio Poggi

## Discografia
- Ay te dejo en San Antonio (Arhoolie, 1986)
- Arriba el Norte (Rounder, 1988)
- Flaco's amigos (Arhoolie, 1988)
- San Antonio Soul (Rounder, 1991)
- Partners (Warner Bros., 1992)
- Flaco Jimenez (Arista, 1994)
- Buena suerte senorita (Arista, 1996)
- Said and Done (Virgin, 1998)
- One Night at Joey's (Sony International, 1999)
- Sleepytown (Back Porch, 2000)
- Squeeze Box King (Compadre, 2003)
- Dos amigos (con Freddy Fender, Back Porch, 2005)
- Ya volvi de la guerra (Fiesta Records, 2007)
- He'll Have To Go (CRS, 2008)